# 新山千春
新山 千春（1981年1月14日—，婚後本名改姓黒田）是著名日本的女性演員及寫真偶像，出生於青森縣青森市，身高165.6cm，血型B型。她於多年前就讀青森市立高田中學校及堀越高等學校，後來加入成為Horipro旗下的女藝人。新山千春因曾經演出幾部日本電影作品而出名，分別為2001年的《哥吉拉·摩斯拉·王者基多拉 大怪獸總攻擊》中飾演立花由里和在2004年拍攝超級戰隊系列電影作品《特搜戰隊刑事連者 THE MOVIE Full Blast Action》中飾演DekaGold（瑞斯里星人、瑪莉·勾德）。

## 參與作品

### 電視劇
- D×D（1997年，日本電視台）
- 海まで5分（1998年，TBS）
- リミット もしも、わが子が…（2000年，讀賣電視台）
- しあわせのシッポ（2002年，TBS）
- 精霊流し（2002年、NHK）
- 新・夜逃げ屋本舗（2002年，日本電視台）
- SKY HIGH（2003年，朝日電視台）
- 超人力霸王大河- 佐佐木可奈（2019年，東京電視台）

### 電視節目
- ジャムパラ（1997年）
- 嗚呼!バラ色の珍生!!（1997年4月 - 1999年3月、日本電視台）
- ジャングルTV ～タモリの法則～（1997年10月 - 2000年9月、毎日放送）
- TIMESHOCK 21→超TIMESHOCK（2000年 - 、朝日電視台） - 主持人
- 噂の!東京マガジン（TBS）
- クイズところ変れば!?（東京電視台） - 主持人
- 生活一級棒（2005年3月 - 2006年9月，中京電視台）
- ハッピー! クラッピー（2008年9月 - ，Kids Station）
- おもいッきりイイ!!テレビ（2008年10月 - ，日本電視台）

### 電影
- なぞの転校生 - 主演 香川翠
- 咒怨2
- 哥吉拉·摩斯拉·王者基多拉 大怪獸總攻擊 - 主演 立花由里
- 特搜戰隊刑事連者 THE MOVIE Full Blast Action - 飾演 瑞斯里星人、瑪莉·勾德 / DekaGold
- 大雄與機器人王國 - 聲音演出 珍娜女王
- SUPPIN ぶるうす ザ・ムービー
- 走れ!ケッタマシン～ウェディング狂騒曲
- プライド - 飾演 有森

## 外部連結
- （日語） 新山千春官方檔案 （页面存档备份，存于）
- （日語） 新山千春官方日誌 （页面存档备份，存于）

| 前任： 首位 | 日本超級戰隊系列金色戰士演員 特搜戰隊刑事連者 2004年2月15日-2005年2月6日 | 繼任： 市川洋介 （魔法戰隊魔法連者） |